# Госпожа Фазилет и нейните дъщери
„Госпожа Фазилет и нейните дъщери“ (на турски: Fazilet Hanım ve Kızları) е турски драматичен сериал, излязъл през 2017 г.

## Сюжет
След смъртта на съпруга си Фазилет Чамкъран живее бедно в малка къща с двете си дъщери – треньорката по бокс с пламенен характер Хазан и 17-годишната красавица Едже, която винаги подкрепя майка си, за разлика от Хазан, която винаги е офанзива на майка си, не понася нейното сребролюбие и не може да приеме загубата на баща си. Мечтаещата за богат и охолен живот Фазилет има намерение да стане част от едно от най-богатите и влиятелни семейства в Истанбул, семейство Егемен, които живеят в огромно имение на Босфора. Фазилет възнамерява да постигне целите си с помощта на своите дъщери, въпреки тяхното нежелание и това, че в имението на Егемен никой не ги очаква. В това време, в семейство Егемен не всичко е гладко: майката в семейството Севинч умира от неизлечима болест, криейки го заедно с мъжа си Хазъм, който е успешен бизнесмен, изградил с много труд и усилия мощния „Егемен холдинг“. Освен това, Хазъм започва да преследва тайнствена жена на име Кериме, която е убедена, че един от синовете на Хазъм е нейния биологичен син. Навлизането в живота на Егемен ще промени не само живота на Едже, но и този на Хазан, която ще се влюби в най-малкия син от семейството – Синан. Двамата ще започнат връзка, която протича бурно, но неочаквано нещата се преобръщат, когато Яъз (по-големият брат на Синан, с когото се разбират перфектно, въпреки различните си характери) се влюбва в Хазан, тя от своя страна го смята за приятел, с който винаги може да си поговори и да сподели проблемите свързани със Синан. Нещата се задълбочават, Хазан започва да се привързва все повече към Яъз и въпреки вътрешните им терзания, двамата стават повече от приятели, а отношенията ѝ със Синан непрестанно изстудяват. Ще се разкрият ли дълго пазени тайни? Ще се разруши ли братската обич? Ще се зароди ли братска война? Ще има ли прошка? Щастлив ли ще е края?

## Излъчване
| Сезон | Сезон | Епизоди | Начало на сезона  | Край на сезона | Всички епизоди | ТВ сезон    | ТВ канал | Дата и час     |
| ----- | ----- | ------- | ----------------- | -------------- | -------------- | ----------- | -------- | -------------- |
|       | 1     | 13      | 25 март 2017      | 17 юни 2017    | 1 – 13         | 2017        | Star TV  | събота (20:00) |
|       | 2     | 37      | 16 септември 2017 | 9 юни 2018     | 14 – 50        | 2017 – 2018 | Star TV  | събота (20:00) |

## Излъчване в България
| Сезон | Сезон | Епизоди | Начало на сезона    | Край на сезона      | Всички епизоди | ТВ сезон       | ТВ канал     | Дата и час                 |
| ----- | ----- | ------- | ------------------- | ------------------- | -------------- | -------------- | ------------ | -------------------------- |
|       | 1     | 43      | 22 август 2018 г.   | 18 октомври 2018 г. | 1 – 43         | 2018 г.        | Диема Фемили | всеки делничен ден (22:30) |
|       | 2     | 131     | 19 октомври 2018 г. | 19 април 2019 г.    | 44 – 174       | 2018 – 2019 г. | Диема Фемили | всеки делничен ден (22:30) |

## Актьорски състав
- Назан Кесал – Фазилет Чамкъран
- Дениз Байсал – Хазан Чамкъран
- Афра Сарачоолу – Едже Чамкъран
- Чаалар Ертуурул – Яъз Егемен
- Алп Навруз – Синан Егемен
- Махир Гюнширай – Хазъм Егемен
- Толга Гюлеч – Гьокхан Егемен
- Хазал Тюресан – Ясемин Егемен
- Идрис Неби Ташкан – Ясин Демиркол
- Тууба Мелис Тюрк – Нил Шаноулу
- Еджем Балтаджъ – Селин Егемен
- Гюлшен Тунджер – Гюзиде Егемен
- Тюркян Кълъч – Кериме Йълдъз
- Севинч Ерол – Шюкрийе Демиркол
- Емине Умар – Салиха
- Есра Ергюн – Гюлтен
- Гизем Йозекши – Бетюл
- Бюлент Онур – Ръфат Демиркол
- Есер Карабил – Кудрет Чамкъран
- Сюмейра Коч – Фарах
- Ахмет Каан Гезер – Оуз
- Демет Генч – Бинназ
- Лейля Юнер Ермая – Ляле
- Кадер Арзу Песен – Нарин
- Изим Туран – Севда
- Гюлчин Гювенч – Нермин
- Сюрея Гюрсел Еврен – Екрем
- Джанер Кадир Гезенер – Тарък Корай
- Йомрюм Нур Чамчакалъ – Йомрюм
- Дила Еслем Солак – Есма
- Зерин Нишанджъ – Севинч Егемен

## В България
В България сериалът започва излъчване на 22 август 2018 г. по Диема Фемили и завършва на 19 април 2019 г. На 15 май 2020 г. започва повторно излъчване по Нова телевизия и завършва на 21 януари 2021 г. На 15 февруари 2021 г. започва ново повторение по Диема Фемили и завършва на 15 юни. Ролите се озвучават от Петя Абаджиева, Таня Димитрова, Йорданка Илова, Ивайло Велчев, Силви Стоицов и Светозар Кокаланов.

## Версии
- Дъщерите на госпожа Гарсия, мексиканска теленовела от 2024-2025 г., адаптирана от Ванеса Варела и Хосе Алберто Кастро, режисирана от Салвадор Гарсини и Фес Нориега и продуцирана от Хосе Алберто Кастро за ТелевисаУнивисион, с участието на Мария Сорте, Ока Хинер и Ела Велден.[6]